# Hiroshi Aoyama
Hiroshi Aoyama (25 de octubre de 1981, Chiba, Japón) es un ex-piloto japonés de motociclismo retirado en el año 2016. Tiene un hermano también piloto llamado Shuhei Aoyama.

## Biografía

#### Wild Card de 250cc y fichaje por Movistar
Hiroshi Aoyama entró en el escenario mundialista en 2004 integrándose en el Telefónica MoviStar Honda después de conquistar el año anterior el título en el Campeonato de Japón de 250cc. Antes de participar como piloto regular, Aoyama demostró sus grandes cualidades con destacadas actuaciones como Wild Card, con un segundo puesto en Suzuka en 2003 y una quinta posición en Motegi en el GP del Pacífico.
La temporada le permitió descubrir circuitos fuera de Asia junto a Dani Pedrosa, consiguiendo dos podios consecutivos en Japón y Catar, y concluyó en la sexta posición del Campeonato.
Aoyama se llevó la victoria en la carrera de 250cc en suelo japonés en las temporadas 2005 y 2006.
En la campaña 2006 fichó por el equipo KTM Factory Racing. Consiguió la victoria en el GP de Turquía y el mencionado, anteriormente, GP de Japón.
Tenía casi en sus manos la tercera plaza del Mundial pero la perdió en una caída en el GP de Valencia.

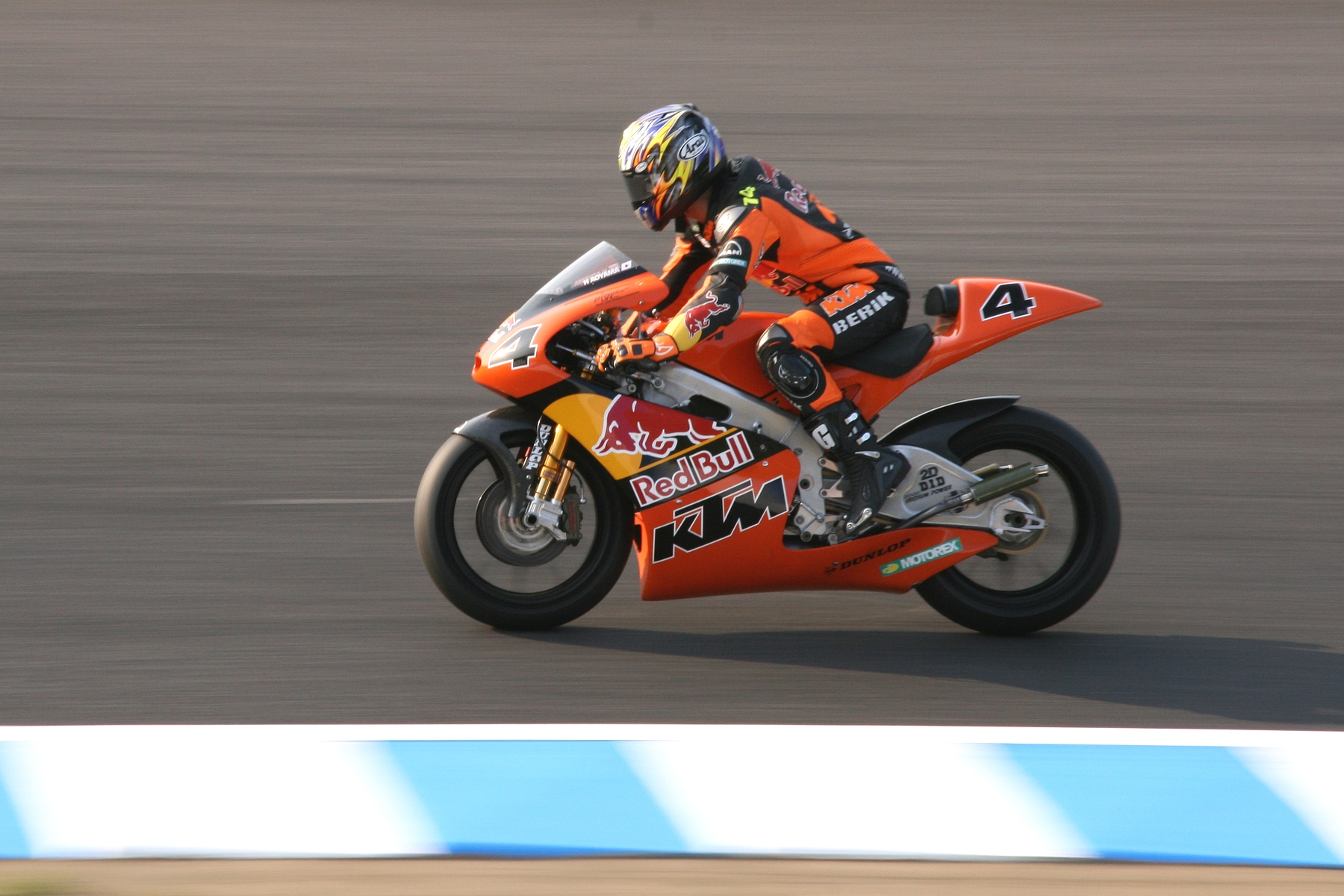
Aoyama en 250cc con Red Bull-KTM en 2007

Tras un discreto inicio de curso, en 2007 consiguió subir al podio en Donington Park y posteriormente anotó la victoria en Sachsenring, otro segundo puesto en San Marino y un trabajado triunfo en Sepang para concluir el Campeonato en la sexta plaza final.
La siguiente temporada, en 2008, siguió en la escudería austriaca, de nuevo formando pareja con el finlandés Mika Kallio. No pudo anotar nuevas victorias en su palmarés pero subió al podio en China y Malasia (con dos segundos puestos) y concluyó el curso en la séptima posición.

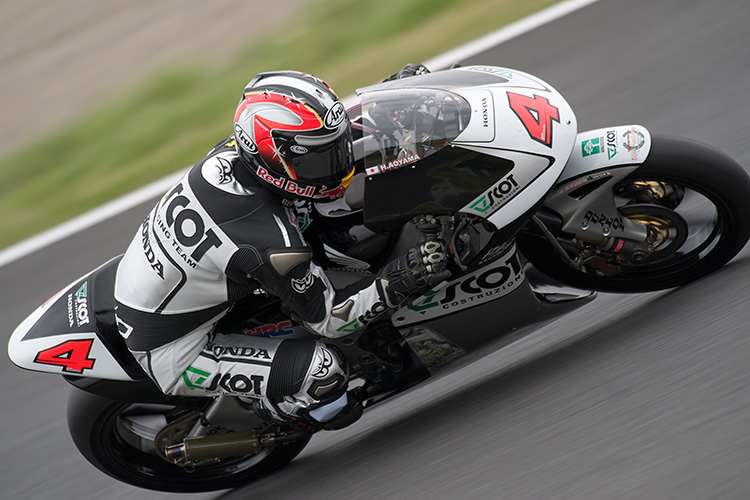
Aoyama en el GP de Japón 2009

En 2009 Aoyama realiza un cambio de tercio al pasar a competir con el Scot Racing Team, estructura con la que recupera el manillar de una Honda donde cosechó grandes carreras con cuatro victorias y varios podios, pero el 2009 pasó a la historia para el japonés ya que consiguió el Mundial de 250cc quedando 7.º en la última carrera, cuando necesitaba un 10.º mínimo.

#### Salto a MotoGP

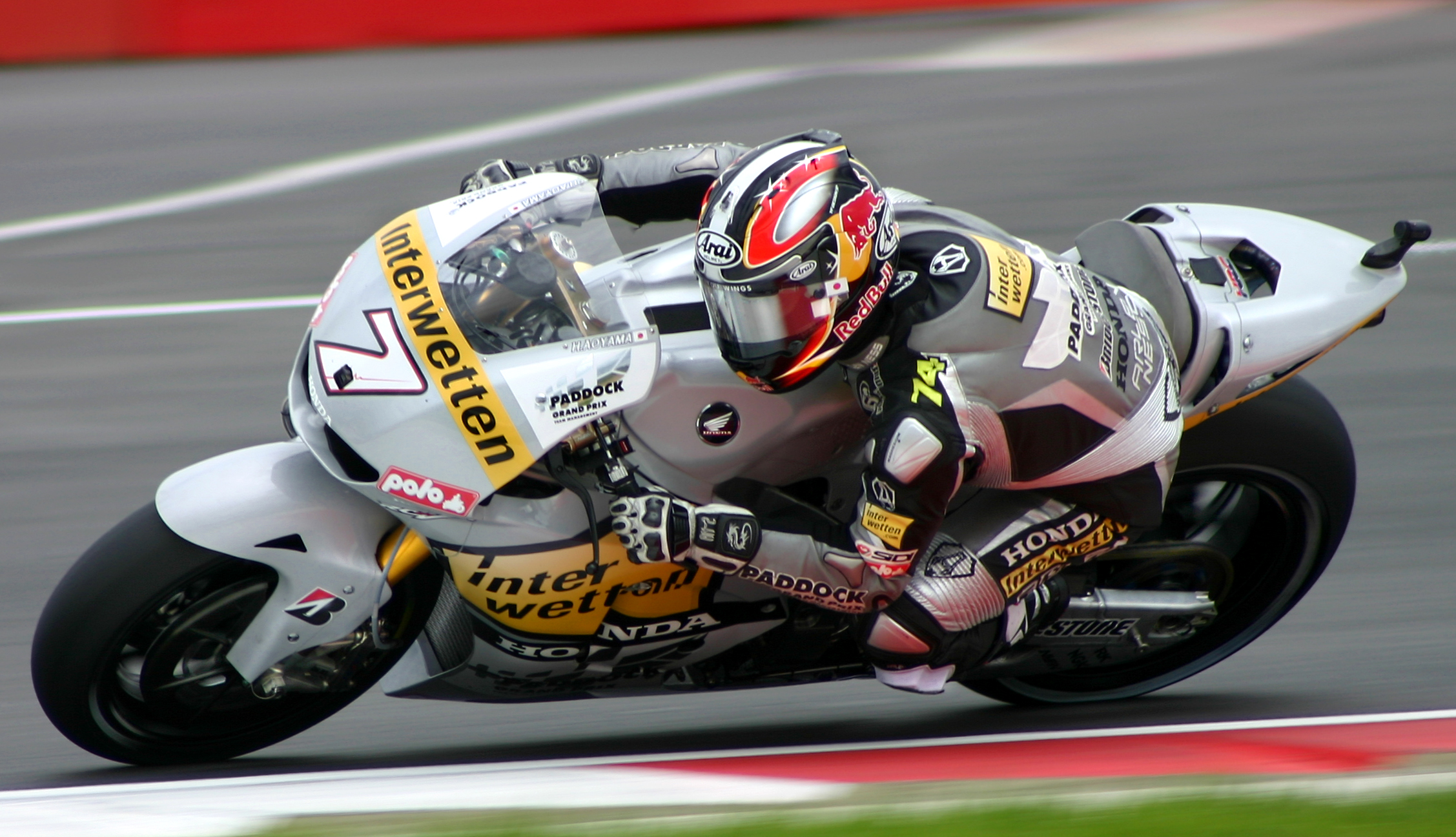
Aoyama en el GP Silverstone 2010

En 2010 dio el salto al Mundial de MotoGP, pilotando una Honda RC212V del equipo Paddock Grand Prix. Se mantuvo dentro de los puntos en todas las carreras que finalizó. Durante el Warm-Up del GP de Silverstone sufrió una dura caída que le impidió disputar los siguientes cinco grandes premios por lesión.

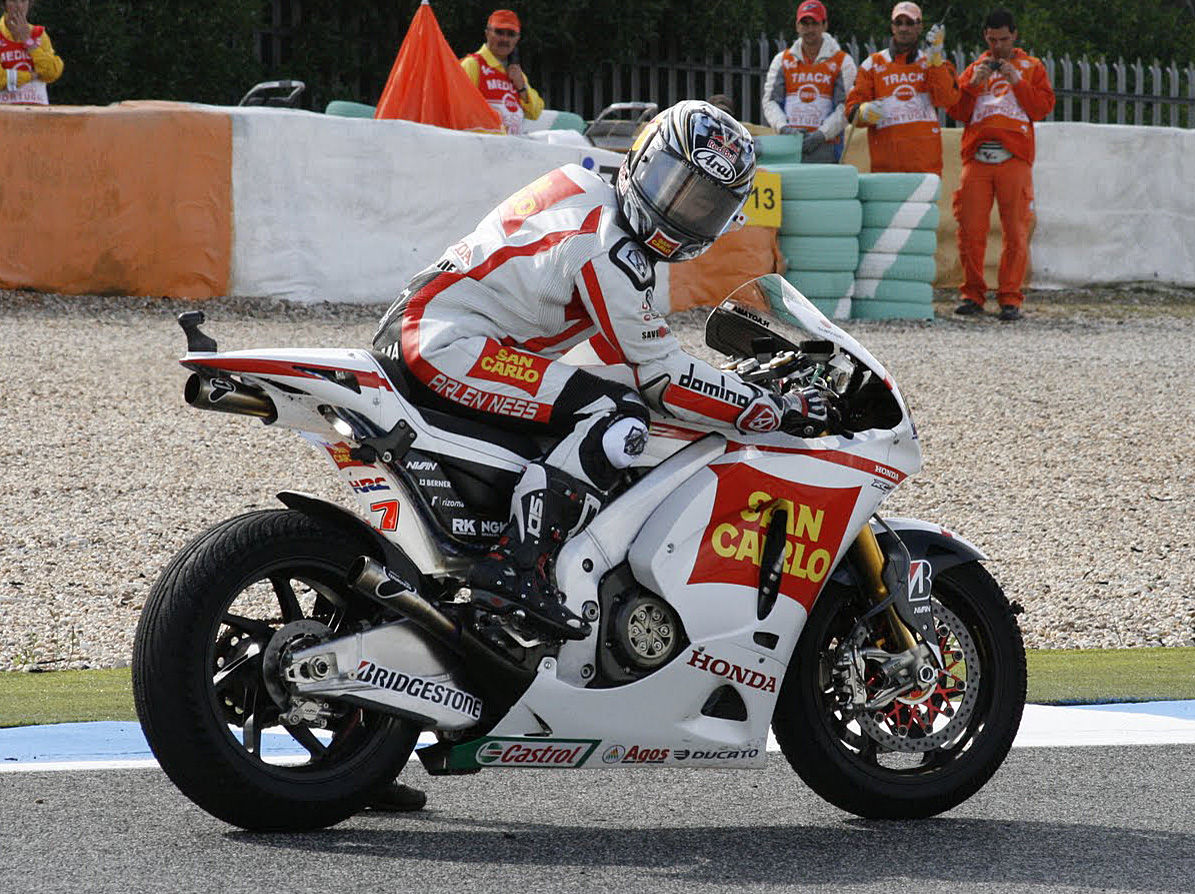
Aoyama con la RC212V de Gresini

En 2011 pilotó la Honda RC212V del Gresini Racing. Coincidió como compañero de box con el italiano Marco Simoncelli, quien perdió la vida en un accidente durante el GP de Malasia. Aoyama finalizó la temporada en décima posición, obteniendo un cuarto puesto en el GP de España como mejor resultado. Participó en el equipo Repsol Honda Team en el GP de Assen sustituyendo al lesionado Dani Pedrosa.
Después de esto, rescinde contrato con el equipo San Carlo-Gresini y se marcha al Campeonato Mundial de Superbikes.
.

#### Mundial de Superbikes
En la temporada 2012 participa con el equipo Ten Kate Honda, bajo el nombre de Honda World Superbike Team, pilotando una Honda CBR1000RR Fireblade. Finalizó la temporada 18.º con 61.5 puntos, sin llegar a obtener ningún resultado destacable, mientras su compañero Jonathan Rea, más experimentado en Superbikes, consigue una victoria y varios podios.
Participó en la última prueba de MotoGP en el GP de Valencia, sustituyendo al piloto colombiano Yonny Hernández en el equipo Avintia Racing, consiguiendo un 13.º puesto, lo que le valieron para sumar tres puntos y clasificarse el 25.º en el Mundial.

#### Regreso a MotoGP
En 2013 regresa al Mundial de MotoGP firmando como piloto titular con Avintia-Blusens, formando equipo con el español Héctor Barberá. Suma una discreta temporada donde finaliza 20.º con trece puntos en total.
Para la temporada 2014 se incorpora a las filas de Jorge Martínez "Aspar" en su escudería de MotoGP Drive M7-Aspar. La moto Honda RCV1000R no es muy competitiva y sólo puede llegar a ser octavo en Aragón y en Australia. Termina el Mundial en 14.ª posición.
A finales de año, Honda Racing Corporation contrata a Aoyama para ser su piloto de pruebas para desarrollar la Honda RC213V.

#### Piloto de pruebas de HRC
Durante la temporada 2015, participa en diversas jornadas de test para Honda. Una operación en el antebrazo de Dani Pedrosa después del GP de Catar permite a Aoyama formar parte del equipo Repsol Honda Team en las siguientes tres carreras, llegando en undécima posición en el GP de las Américas y teniéndose que retirar en Argentina y Jerez. Igualmente, participa en el GP de Alemania sustituyendo a Karel Abraham en el equipo AB Motoracing, pero tampoco consigue finalizar la carrera.
2016 fue un año muy similar al anterior para Aoyama. Siguió pilotando en test para HRC y sustituyendo por lesión a Pedrosa en los grandes premios de Japón y Malasia, consiguiendo sumar un punto en la prueba de su país.
En la 2017 participa en el Gran Premio de Japón sustituyendo a Jack Miller en el equipo EG 0,0 Marc VDS Racing Team.

## Resultados

### Campeonato del Mundo de Motociclismo

#### Por categoría
| Cat.   | Temporadas | Primer GP        | Primera Victoria | Última Victoria | Carreras | Victorias | Podios | Poles | V.Ráp. | Pts. | CM |
| ------ | ---------- | ---------------- | ---------------- | --------------- | -------- | --------- | ------ | ----- | ------ | ---- | -- |
| 250cc  | 2000-2009  | GP Pacífico 2000 | GP Japón 2005    | GP Malasia 2009 | 104      | 9         | 27     | 8     | 11     | 1112 | 1  |
| MotoGP | 2010-2016  | GP Catar 2010    | -                | -               | 71       | 0         | 0      | 0     | 0      | 241  | -  |
| Total  | 2000-2016  | 2000-2016        | 2000-2016        | 2000-2016       | 175      | 9         | 27     | 8     | 11     | 1353 | 1  |

#### Por temporada
| Temporada | Cat.      | Equipo                    | Moto            | Carreras | Victorias | Podios | Poles | V.Ráp. | Pts. | Pos. |
| --------- | --------- | ------------------------- | --------------- | -------- | --------- | ------ | ----- | ------ | ---- | ---- |
| 2000      | 250cc     | Team Harc-Pro             | Honda RS250R    | 1        | 0         | 0      | 0     | 0      | 8    | 28.º |
| 2001      | 250cc     | Team Harc-Pro             | Honda RS250R    | 2        | 0         | 0      | 0     | 0      | 3    | 28.º |
| 2002      | 250cc     | Team Harc-Pro             | Honda RS250R    | 2        | 0         | 0      | 0     | 0      | 9    | 27.º |
| 2003      | 250cc     | Team Harc-Pro             | Honda RS250R    | 2        | 0         | 1      | 1     | 1      | 31   | 15.º |
| 2004      | 250cc     | Telefónica MoviStar-Honda | Honda RS250RW   | 16       | 0         | 2      | 0     | 0      | 128  | 6.º  |
| 2005      | 250cc     | Telefónica MoviStar-Honda | Honda RS250RW   | 16       | 1         | 4      | 2     | 0      | 180  | 4.º  |
| 2006      | 250cc     | Red Bull-KTM              | KTM FRR 250     | 16       | 2         | 7      | 1     | 4      | 193  | 4.º  |
| 2007      | 250cc     | Red Bull-KTM              | KTM FRR 250     | 17       | 2         | 4      | 1     | 2      | 160  | 6.º  |
| 2008      | 250cc     | Red Bull-KTM              | KTM FRR 250     | 16       | 0         | 2      | 1     | 0      | 139  | 7.º  |
| 2009      | 250cc     | Scot Racing Team          | Honda RS250RW   | 16       | 4         | 7      | 2     | 4      | 261  | 1.º  |
| 2010      | MotoGP    | Interwetten-Honda MotoGP  | Honda RC212V    | 12       | 0         | 0      | 0     | 0      | 53   | 15.º |
| 2011      | MotoGP    | San Carlo-Honda Gresini   | Honda RC212V    | 16       | 0         | 0      | 0     | 0      | 98   | 10.º |
| 2011      | MotoGP    | Repsol Honda Team         | Honda RC212V    | 1        | 0         | 0      | 0     | 0      | 98   | 10.º |
| 2012      | MotoGP    | Blusens-Avintia Racing    | BQR-Kawasaki    | 1        | 0         | 0      | 0     | 0      | 3    | 25.º |
| 2013      | MotoGP    | Blusens-Avintia Racing    | FTR MGP13       | 16       | 0         | 0      | 0     | 0      | 13   | 20.º |
| 2014      | MotoGP    | Drive M7-Aspar            | Honda RCV1000R  | 18       | 0         | 0      | 0     | 0      | 68   | 14.º |
| 2015      | MotoGP    | Repsol Honda Team         | Honda RC213V    | 3        | 0         | 0      | 0     | 0      | 5    | 25.º |
| 2015      | MotoGP    | AB Motoracing             | Honda RC213V-RS | 1        | 0         | 0      | 0     | 0      | 5    | 25.º |
| 2016      | MotoGP    | Repsol Honda Team         | Honda RC213V    | 2        | 0         | 0      | 0     | 0      | 1    | 25.º |
| Total     | 2000-2016 | 2000-2016                 | 2000-2016       | 175      | 9         | 27     | 8     | 11     | 1353 |      |

#### Carreras por año
(Carreras en negrita indica pole position, carreras en cursiva indica vuelta rápida)
| Temp. | Cat.   | Moto  | 1       | 2       | 3       | 4       | 5       | 6       | 7       | 8       | 9       | 10      | 11     | 12      | 13      | 14      | 15      | 16      | 17     | 18     | Pts. | Pos. |
| ----- | ------ | ----- | ------- | ------- | ------- | ------- | ------- | ------- | ------- | ------- | ------- | ------- | ------ | ------- | ------- | ------- | ------- | ------- | ------ | ------ | ---- | ---- |
| 2000  | 250cc  | Honda | RSA     | MAL     | JAP     | ESP     | FRA     | ITA     | CAT     | NED     | GBR     | ALE     | CZE    | POR     | VAL     | RIO     | PAC 8   | AUS     |        |        | 8    | 28.º |
| 2001  | 250cc  | Honda | JAP 13  | RSA     | ESP     | FRA     | ITA     | CAT     | NED     | GBR     | ALE     | CZE     | POR    | VAL     | PAC 21  | AUS     | MAL     | RIO     |        |        | 3    | 28.º |
| 2002  | 250cc  | Honda | JAP 12  | RSA     | ESP     | FRA     | ITA     | CAT     | NED     | GBR     | ALE     | CZE     | POR    | RIO     | PAC 11  | MAL     | AUS     | VAL     |        |        | 9    | 27.º |
| 2003  | 250cc  | Honda | JAP 2   | RSA     | ESP     | FRA     | ITA     | CAT     | NED     | GBR     | ALE     | CZE     | POR    | BRA     | PAC 5   | MAL     | AUS     | VAL     |        |        | 31   | 15.º |
| 2004  | 250cc  | Honda | RSA 11  | ESP Ret | FRA 4   | ITA 9   | CAT 6   | NED 10  | RIO 6   | ALE 4   | GBR 9   | CZE 7   | POR 9  | JAP 3   | QAT 3   | MAL Ret | AUS 7   | VAL DSQ |        |        | 128  | 6.º  |
| 2005  | 250cc  | Honda | ESP Ret | POR 6   | CHN 3   | FRA 6   | ITA 7   | CAT 4   | NED 4   | GBR Ret | ALE 3   | CZE 5   | JAP 1  | MAL 5   | QAT 6   | AUS 6   | TUR 3   | VAL 6   |        |        | 180  | 4.º  |
| 2006  | 250cc  | KTM   | ESP 6   | QAT 5   | TUR 1   | CHN 3   | FRA 4   | ITA Ret | CAT 6   | NED 9   | GBR 3   | ALE 8   | CZE 3  | MAL Ret | AUS 3   | JAP 1   | POR 2   | VAL Ret |        |        | 193  | 4.º  |
| 2007  | 250cc  | KTM   | QAT Ret | ESP 6   | TUR Ret | CHN 9   | FRA Ret | ITA 21  | CAT 7   | GBR 3   | NED 5   | ALE 1   | CZE 6  | RSM 2   | POR Ret | JAP 8   | AUS 4   | MAL 1   | VAL 10 |        | 160  | 6.º  |
| 2008  | 250cc  | KTM   | QAT 16  | ESP 4   | POR 5   | CHN 2   | FRA 7   | ITA 8   | CAT 7   | GBR 6   | NED 6   | ALE 8   | CZE 13 | RSM Ret | IND C   | JAP 9   | AUS Ret | MAL 2   | VAL 5  |        | 139  | 7.º  |
| 2009  | 250cc  | Honda | QAT 4   | JAP 2   | ESP 1   | FRA 8   | ITA 6   | CAT 2   | NED 1   | ALE 4   | GBR 1   | CZE 4   | IND 2  | RSM 4   | POR 4   | AUS 7   | MAL 1   | VAL 7   |        |        | 261  | 1.º  |
| 2010  | MotoGP | Honda | QAT 10  | ESP 14  | FRA 11  | ITA 11  | GBR DNS | NED Les | CAT Les | ALE Les | USA Les | CZE Les | IND 12 | RSM 12  | ARA 13  | JAP 10  | MAL 7   | AUS 13  | POR 12 | VAL 14 | 53   | 15.º |
| 2011  | MotoGP | Honda | QAT 10  | ESP 4   | POR 7   | FRA 8   | CAT Ret | GBR 9   | NED 8   | ITA 11  | ALE 15  | USA 10  | CZE 9  | IND 9   | RSM 11  | ARA 11  | JAP 9   | AUS Ret | MAL C  | VAL 12 | 98   | 10.º |
| 2012  | MotoGP | BQR   | QAT     | ESP     | POR     | FRA     | CAT     | GBR     | NED     | ALE     | ITA     | USA     | IND    | CZE     | RSM     | ARA     | JPN     | MAL     | AUS    | VAL 13 | 3    | 25.º |
| 2013  | MotoGP | FTR   | QAT 15  | AME 17  | ESP 18  | FRA 19  | ITA Ret | CAT DNS | NED Les | ALE 17  | USA 16  | IND 15  | CZE 14 | GBR 18  | RSM 14  | ARA 14  | MAL 11  | AUS 20  | JAP 17 | VAL 16 | 13   | 20.º |
| 2014  | MotoGP | Honda | QAT 11  | AME 12  | ARG 10  | ESP 12  | FRA 14  | ITA 14  | CAT 15  | NED 16  | ALE 12  | IND 10  | CZE 13 | GBR 14  | RSM 12  | ARA 8   | JAP 13  | AUS 8   | MAL 11 | VAL 15 | 68   | 14.º |
| 2015  | MotoGP | Honda | QAT     | AME 11  | ARG Ret | ESP Ret | FRA     | ITA     | CAT     | NED     | ALE Ret | IND     | CZE    | GBR     | RSM     | ARA     | JAP     | AUS     | MAL    | VAL    | 5    | 25.º |
| 2016  | MotoGP | Honda | QAT     | ARG     | AME     | ESP     | FRA     | ITA     | CAT     | NED     | ALE     | AUT     | CZE    | GBR     | RSM     | ARA     | JAP 15  | AUS     | MAL 16 | VAL    | 1    | 25.º |

### Campeonato Mundial de Superbikes

#### Por temporada
| Temporada | Equipo               | Moto            | Dorsal | Carreras | Victorias | Podios | Poles | V.Ráp. | Pts. | Pos. |
| --------- | -------------------- | --------------- | ------ | -------- | --------- | ------ | ----- | ------ | ---- | ---- |
| 2012      | Honda World SBK Team | Honda CBR1000RR | 4      | 27       | 0         | 0      | 0     | 0      | 61.5 | 18.º |
| Total     | 2012                 | 2012            | 2012   | 27       | 0         | 0      | 0     | 0      | 61.5 |      |

#### Carreras por año
| Año  | Moto  | 1     | 1     | 2      | 2       | 3      | 3      | 4     | 4      | 5      | 5      | 6      | 6       | 7      | 7      | 8      | 8      | 9       | 9       | 10     | 10     | 11     | 11      | 12     | 12     | 13    | 13      | 14      | 14     | Pts. | Pos. |
| Año  | Moto  | R1    | R2    | R1     | R2      | R1     | R2     | R1    | R2     | R1     | R2     | R1     | R2      | R1     | R2     | R1     | R2     | R1      | R2      | R1     | R2     | R1     | R2      | R1     | R2     | R1    | R2      | R1      | R2     | Pts. | Pos. |
| ---- | ----- | ----- | ----- | ------ | ------- | ------ | ------ | ----- | ------ | ------ | ------ | ------ | ------- | ------ | ------ | ------ | ------ | ------- | ------- | ------ | ------ | ------ | ------- | ------ | ------ | ----- | ------- | ------- | ------ | ---- | ---- |
| 2012 | Honda | AUS 8 | AUS 9 | IMO 18 | IMO Ret | NED 12 | NED 13 | ITA C | ITA 11 | EUR 17 | EUR 10 | USA 17 | USA Ret | RSM 16 | RSM 12 | ESP 14 | ESP 15 | CZE Ret | CZE Ret | GBR 13 | GBR 14 | RUS 13 | RUS Ret | ALE 10 | ALE 15 | POR 8 | POR Ret | FRA Ret | FRA 14 | 61.5 | 18.º |